# チョーリャン・リン
チョー＝リャン・リン（中国語: 林 昭亮、Cho-Liang Lin、1960年1月21日 - ）は、台湾出身のヴァイオリニスト。

## 略歴
新竹県で客家の家庭に生まれる。シドニー音楽院を経て、ジュリアード音楽院でドロシー・ディレイに師事した。1976年にシェリングの代役として、オーマンディ指揮フィラデルフィア管弦楽団とベートーヴェンのヴァイオリン協奏曲でデビュー。1978年にはソフィア王妃コンクール（スペイン）、アスペンコンクール（アメリカ）で優勝。清涼感のある音色が特徴である。ストラディバリもしくはグァルネリの銘器を使用。現在は母校であるジュリアード音楽院で教職を務めつつ（弟子の中には五嶋龍がいる）以来、世界各国のオーケストラと競演を重ねている。アメリカや母国台湾で室内楽祭や音楽祭の音楽監督なども務めている。